# Sietas Typ 52
Der Typ 52 war der erste ConRo-Schiffstyp der Sietas-Werft in Hamburg-Neuenfelde. Im Jahr 1967 wurden mit der Hansa und der Wasa zwei Einheiten dieser Baureihe gefertigt.

## Geschichte

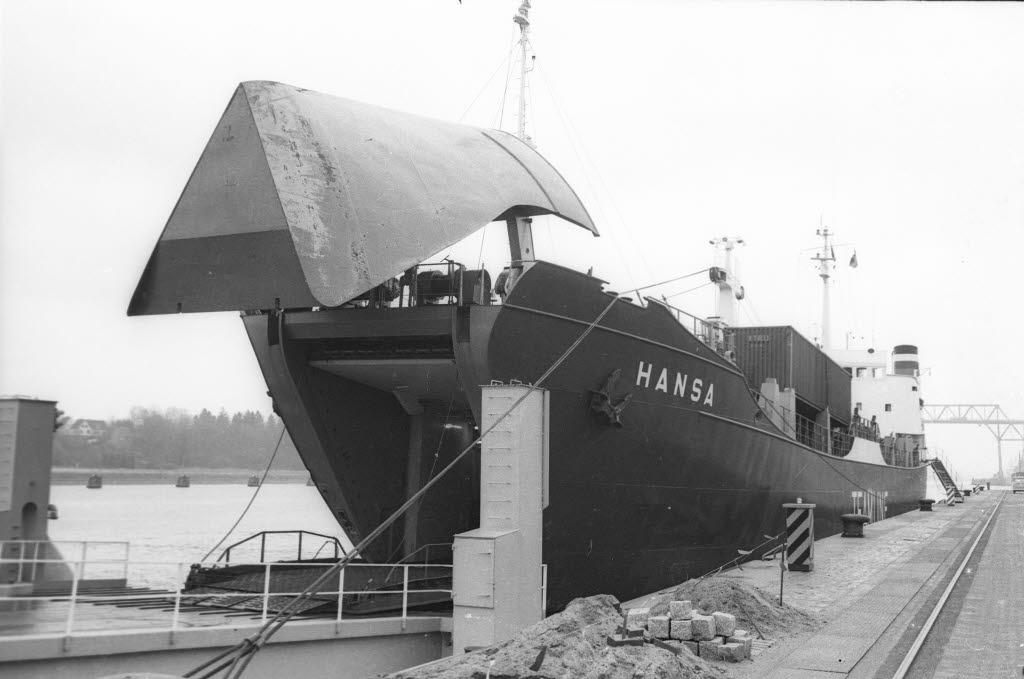
Die Hansa mit geöffneter Bugklappe

Die Hamburger Reederei Gehrckens und die zur Sloman-Gruppe gehörende Mathies Reederei KG gingen im Jahr 1966 eine Kooperation mit der schwedischen Reederei Nordström & Thulin ein, um im Sommer 1967 einen gemeinsamen Liniendienst von Hamburg über Kiel nach Stockholm  unter dem neuen Namen Teamline zu eröffnen. Die beiden deutschen Unternehmen bestellten hierzu im selben Jahr als Korrespondentreeder für zwei von ihnen gegründete Partenreedereien jeweils einen Neubau bei Sietas. Um die Schiffe flexibel für den Transport von Fahrzeugen und/oder Containern (ConRo) einsetzen zu können, erhielten sie einen klappbaren Bug mitsamt Laderampe sowie je zwei Ladekräne.
Das Typschiff Hansa lief am 2. Juni 1967 vom Stapel und wurde am 6. Juli 1967 mit rotem Rumpfanstrich an die Mathies Reederei abgeliefert. Die Ablieferung der Wasa, deren Rumpf blau gestrichen war, erfolgte am 4. September 1967 an Reederei Gehrckens. Beide Einheiten kamen im Teamline-Liniendienst von Hamburg durch den Nord-Ostsee-Kanal nach Stockholm zum Einsatz, bis man sie Anfang 1972 auf dieser Route durch Containerschiffe ersetzte. Von Juni bis Ende August 1972 liefen sie als Frachtfähren im Zeitcharter für TT-Line zwischen Travemünde und Trelleborg. Für den Fährdienst waren die Schiffe mit einer zusätzlichen Heckklappe ausgerüstet worden, so dass eine Beladung aus beiden Richtungen erfolgen konnte und man die Fahrzeuge an Bord nicht wenden musste. Nach der TT-Line-Vercharterung wurden die Schiffe getrennt voneinander verkauft.
Die Hansa ging im November 1972 an die französische Société Navale Caennaise und erhielt den Namen Alpilles. Sie kam in der Folgezeit unter anderen zwischen Ajaccio (Korsika) und dem französischen Festland zum Einsatz. Im Jahr 1982 veräußerte man das Schiff in die Türkei, wo es zunächst als Dena 1 im Liniendienst von/nach Nordzypern lief. Um das Schiff zusätzlich auch als Viehtransporter nutzen zu können, erhielt es in den 1990er Jahren vier vergitterte Lüftungsöffnungen auf jeder Rumpfseite. Nach weiteren Eignerwechseln und Umbenennungen fuhr es ab 2001 mit den Namen Güzelyurt. Am 31. Juli 2018 wurde die Güzelyurt in Aliağa zur Verschrottung auf den Strand gesetzt.
Die Wasa wurde Anfang 1973 an die Taos Maritime Company Limited in Famagusta (Zypern) verkauft, wo sie den Namen Taos bekam. Ein Jahr später erwarb die in Valletta (Malta) ansässige Reederei Sea Malta Company Limited das Schiff und benannte es in Zejtun um. Im Jahr 1982 erfolgte ein Verkauf in die Türkei, wo das Schiff anfangs als Lisa B mit Heimathafen Istanbul registriert war. Nach mehreren Umbenennungen trug es ab 2002 den Namen Zafer und wurde bis zur Verschrottung im Februar 2022 im Liniendienst zwischen Mersin (Türkei) und Famagusta (Nordzypern) eingesetzt.

## Technik

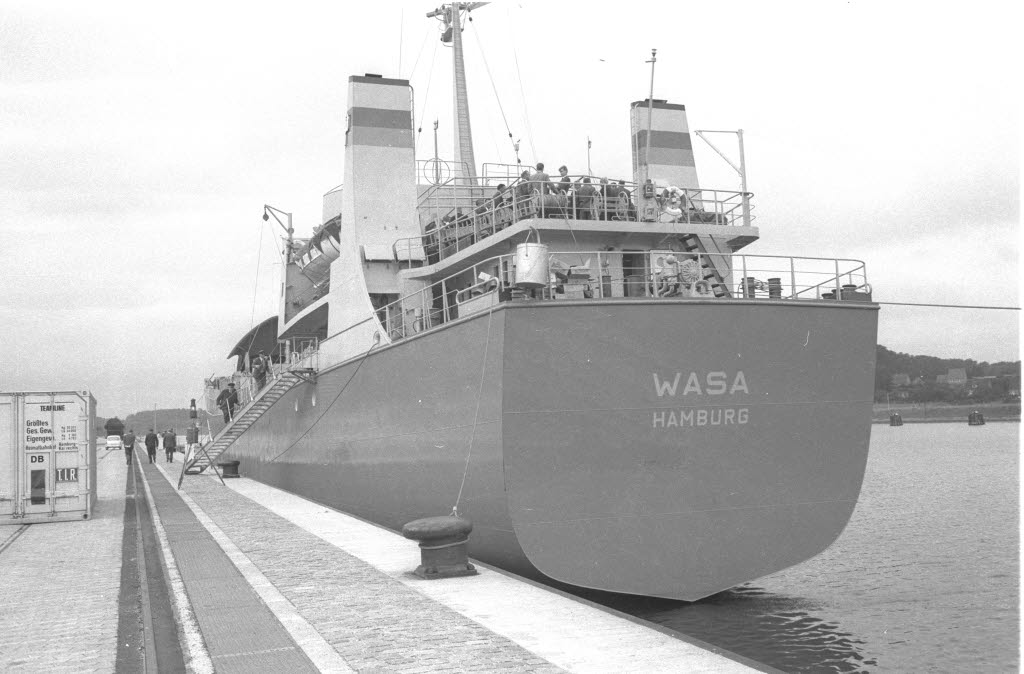
Die Wasa kurz nach Ablieferung in Kiel, damals noch ohne Heckklappe

Die zwei Schiffe entstanden in Sektionsbauweise. Sie haben eine Gesamtlänge von 78,10 m (71,00 m Lpp, 74,38 m Vermessungslänge) und eine Breite von 13,80 m. Die Höhe vom Kiel bis zum Oberdeck beträgt 9,00 m, der maximale Tiefgang 4,30 m. Bei Ablieferung waren die Schiffe mit 999 BRT und 528 NRT vermessen worden. Die Tragfähigkeit der Hansa betrug 1.371 dwt, die der Wasa 1.377 dwt. In den 1990er Jahren erfolgte eine Neuvermessung beider Einheiten mit 2.243 BRZ. 
Der Typ 52 besaß einen einzelnen Laderaum mit Zwischendeck, der ursprünglich über eine Bugrampe befahrbar war. Nach dem 1972 erfolgten Einbau von Heckrampen nutzte man diese primär zur Beladung mit Fahrzeugen. Die Bugrampen beiden Schiffe wurden später stillgelegt und die Bugklappen verschweißt. Der Laderaum hatte einen Rauminhalt von 4.898 m³ (4.530 m³ Ballenraum) und konnte durch zwei Luken mit Containern beladen werden. Zudem war eine Stauung von bis zu zwölf Sattelaufliegern im Laderaum möglich. Die Schiffe konnten maximal 86 20-Fuß-Standardcontainer (TEU) oder bis zu 250 Personenkraftwagen transportieren, wobei diese bei Ausschöpfung der Maximalkapazität zum Teil auf dem Oberdeck gestaut werden mussten. Weil keine Rampe auf das Oberdeck führte, erfolgte eine dortige Stauung von Fahrzeugen mithilfe der Kräne. Werftseitig besaß der Typ 52 zwei Ladekräne mit einer Traglast von je 10,5 t. In den 1990er Jahren ersetzte man die Originalkräne beider Einheiten durch je zwei Ladebäume. 
Die Schiffe wurden von einem Neunzylinder-Zweitakt-Dieselmotor des Herstellers Atlas-MaK angetrieben, der über ein Untersetzungsgetriebe auf einen Festpropeller wirkte. Die verbauten Motoren hatten eine Leistung von 2.200 PS.

## Die Schiffe

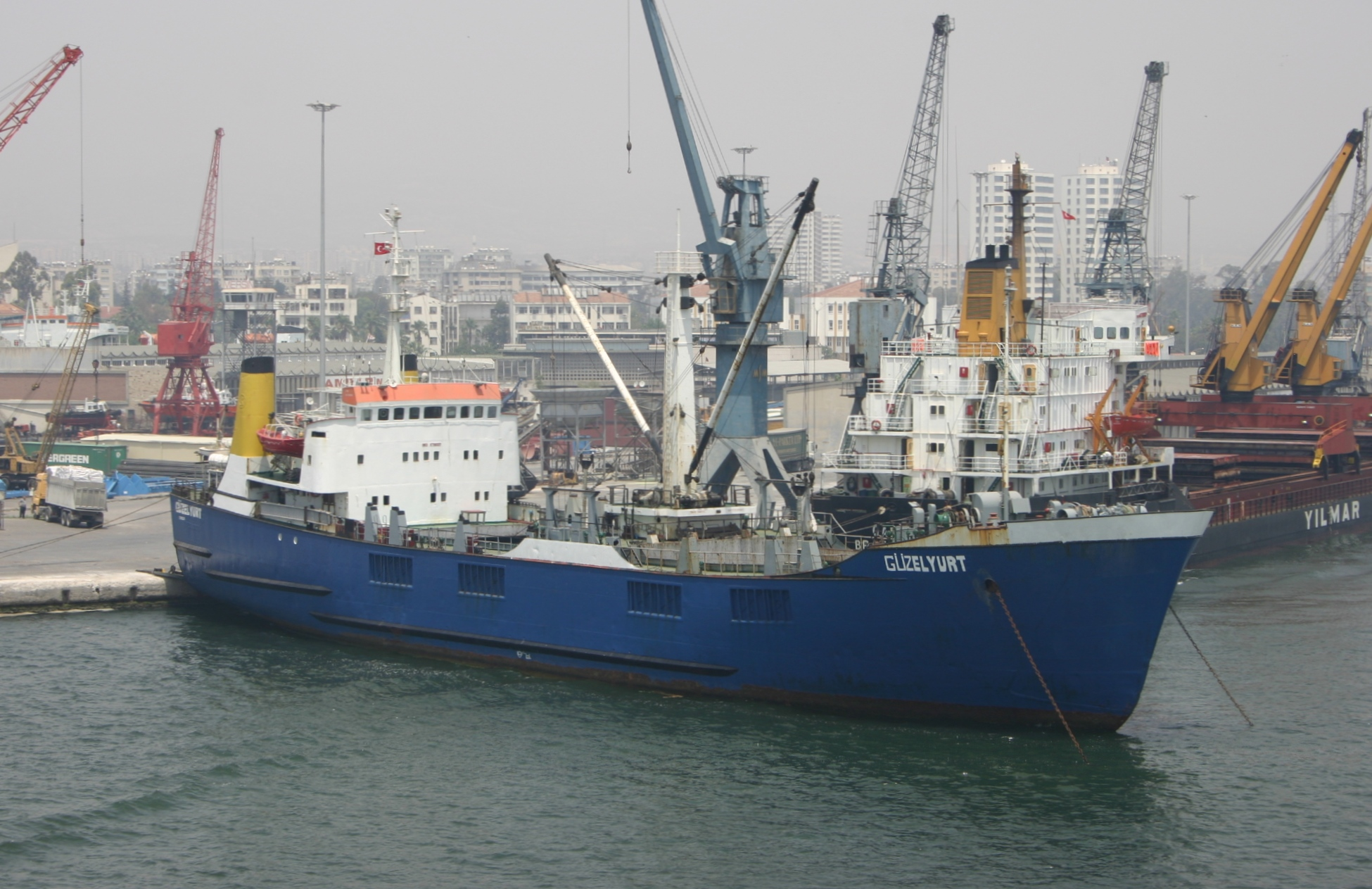
Die Güzelyurt (ehemals Hansa) 2006 in Mersin

| Sietas Typ 52 | Sietas Typ 52 | Sietas Typ 52 | Sietas Typ 52          | Sietas Typ 52             | Sietas Typ 52 |
| Bauname       | Bau- nummer   | IMO- Nummer   | Stapellauf Ablieferung | Auftraggeber              | Umbenennungen und Verbleib |
| ------------- | ------------- | ------------- | ---------------------- | ------------------------- | --- |
| Hansa         | 604           | 6718037       | 02.06.1967 06.07.1967  | Mathies Reederei, Hamburg | 11/1972 Alpilles → 1982 Dena 1 → 1990 Salih Topal → 1992 Cenk K. → 1997 Salamis → 2002 Güzelyurt, am 31. Juli 2018 zum Abbruch in Aliağa auf den Strand gesetzt                                                              |
| Wasa          | 606           | 6723915       | 26.06.1967 04.09.1967  | H. M. Gehrckens, Hamburg  | 1973 Taos → 1974 Zejtun → 1982 Lisa B → 1990 Dursum Reis → 1993 Cenk II → 1997 Anna → 1998 Marianna II → 7/2001 Lady Linda I → 9/2001 Athina I → 2002 Zafer, am 2. Februar 2022 zum Abbruch in Aliağa auf den Strand gesetzt |